# Huragan Międzyrzec Podlaski
KS MOSiR Huragan Międzyrzec Podlaski – polski klub piłkarski z siedzibą w Międzyrzecu Podlaskim w województwie lubelskim.

## Ogólne informacje
- Pełna nazwa: Klub Sportowy MOSiR Huragan Międzyrzec Podlaski
- Adres: ul. Pszenna 3, 21-560 Międzyrzec Podlaski
- Przydomek: żółto-niebiesko-czerwoni, huraganiści
- Rok założenia: 1926

### Stadion
- Nazwa: MOSiR w Międzyrzecu Podlaskim im. Bronisława Saczuka
- Wymiary boiska: 105 m x 68 m
- Pojemność stadionu: 1 000 miejsc (400 siedzących)

## Historia
Klub powstał w 1926 roku przy Koedukacyjnej Miejskiej Szkole Handlowej w Międzyrzecu Podlaskim pod nazwą Szkolny Klub Sportowy „Huragan”. Jego założycielem był Józef Furman. Zespół w 1930 roku musiał zawiesić działalność z powodu jego odejścia, jednak w następnym roku wznowił ją w ramach Klubu Sportowego „Strzelec”. Trwała ona do wybuchu II wojny światowej. Po niej, w 1945 roku, został powołany Klub Sportowy „Gryf”, który oparł działalność na sekcji piłki nożnej, a od 1950 roku należał do struktur Ludowych Zespołów Sportowych. W 1954 roku powstało Terenowe Koło Sportowe „Spójnia” z sekcją piłkarską, które dwa lata później przystąpiło do zrzeszenia Sparta. Pod koniec 1956 roku Gryf i Sparta połączyły się, tworząc zespół o nazwie Ludowy Klub Sportowy „Huragan”. W 1967 roku zdobył mistrzostwo klasy A, dzięki czemu wywalczył awans do ligi okręgowej województwa lubelskiego. W 1972 roku spadł do klasy A. W 1979 roku zespół zajął drugie miejsce w lidze wojewódzkiej, które dawało prawo gry w barażach o udział w III lidze. Przegrał w nich z Neptunem Końskie. W latach 80. Huragan występował w klasie międzyokręgowej (czwarty poziom rozgrywkowy) oraz klasie okręgowej (piąty poziom rozgrywkowy). W latach 90. klub zmagał się z problemami finansowymi, czego efektem było zawieszenie działalności w 1992 roku. Rada Miasta Międzyrzec Podlaski z tego powodu postanowiła połączyć Huragan z Miejskim Ośrodkiem Kultury oraz Ośrodkiem Sportu i Rekreacji. W 1998 roku klub awansował do IV ligi, jednak po jednym sezonie gry nie utrzymał się w niej. W tych rozgrywkach występował również w latach 2007–2010, jednak po rundzie jesiennej sezonu 2010/2011 wycofał się z nich, przez co w sezonie 2011/2012 grał w bialskopodlaskiej klasie B. W 2012 roku Huragan wywalczył awans do klasy A, rok później do klasy okręgowej, a w 2019 do IV ligi, w której aktualnie występuje.